# Германски футболен съюз
Германският футболен съюз, съкратено ГФС, (на немски: Deutscher Fußball-Bund, DFB) е асоциацията на немските футболни отбори. Основан е на 28 януари 1900
г. в Лайпциг. Разформирован по политически причини през 1940 г. (по времето на нацисткия режим в Германия) и основан отново (на територията на тогавашната Западна Германия) на 21 януари 1950 г. Днес централата на ГФС се намира във Франкфурт на Майн, а негов президент е Райнхард Гриндел. В ГФС има пет регионални футболни съюза с общо 21 регионални организации. Със своите над шест милиона члена и 26 000 отбора той е най-големият спортен съюз в света. Все още е единствената футболна асоциация, чиито национални отбори и при мъжете (четири пъти), и при жените (два пъти) са ставали световни шампиони.